# Giuseppe Paulon
Giuseppe Paulon (Barcis, 3 febbraio 1842 – post 1910) è stato un patriota italiano.
Partecipò alla Spedizione dei Mille con Giuseppe Garibaldi.

## Biografia
Giuseppe Paulon, detto Stella, era figlio di Osvaldo Paulon e Catterina Colus Biffi. Convinto patriota, seguì Garibaldi nella sua impresa, venendo assegnato al 46º Rgt. fanteria. Sopravvisse all'impresa e rientrò a Barcis dove visse almeno fino al 1910, svolgendo l'attività di commerciante di vino. La sua famiglia, in memoria della partecipazione di Giuseppe alla campagna garibaldina in Sicilia, ricevette il soprannome di “Marsala” ancora usato.